# Don Luce
Donald Harold Luce, detto Don (London, 2 ottobre 1948), è un ex hockeista su ghiaccio, allenatore di hockey su ghiaccio e dirigente sportivo canadese.
Nel corso della carriera militò come centro per tredici stagioni nella National Hockey League, in particolare con la maglia dei Buffalo Sabres.

## Carriera

### Giocatore
Luce giocò a livello giovanile per tre stagioni nella OHA con i Kitchener Rangers dal 1965 al 1968. In occasione dell'NHL Amateur Draft 1966 fu scelto in quattordicesima posizione assoluta dai New York Rangers, la franchigia legata alla squadra di Kitchener.
Nel 1968 entrò nell'organizzazione dei Rangers e fu mandato in Central Hockey League presso il farm team degli Omaha Knights, squadra con cui vinse il titolo nella stagione 1969-70. Nella primavera del 1970 riuscì ad esordire in National Hockey League con la maglia dei New York Rangers, collezionando 17 presenze. Poco dopo l'inizio della stagione successiva Luce passò ai Detroit Red Wings, disputando la sua prima stagione completa in NHL.
Nel maggio del 1971 cambiò nuovamente squadra andando ai Buffalo Sabres, franchigia nata un anno prima. Con i Sabres rimase per dieci anni, collezionando 828 presenze e 563 punti. La sua stagione migliore fu quella 1974-75: quell'anno infatti Luce conquistò la convocazione per l'NHL All-Star Game, vinse il Bill Masterton Memorial Trophy, raccolse 76 punti in stagione regolare, il massimo della propria carriera e giunse fino alle finali della Stanley Cup, dove i Sabres furono sconfitti dai Philadelphia Flyers.
Dopo aver terminato la stagione 1980-81 con i Los Angeles Kings Luce disputò l'ultima stagione della propria carriera con i Toronto Maple Leafs, ritirandosi nell'estate del 1982.

### Allenatore e dirigente
Poco dopo il ritiro da giocatore Don Luce entrò a far parte dello staff dei Buffalo Sabres, ricoprendo per tre stagioni il ruolo di vice allenatore. In seguito dal 1987 fino al 2006 entrò a far parte della dirigenza della franchigia coordinando le attività dello scouting. Fu anche merito suo la scoperta di giocatori come Maksim Afinogenov, Martin Biron, Brian Campbell e Jason Pominville. In particolare nel 1989 fu decisivo per la fuga di Aleksandr Mogil'nyj dall'Unione Sovietica. In seguito fino al 2012 svolse lo stesso incarico con i Philadelphia Flyers.

## Palmarès

### Club
- Adams Cup: 1

Omaha: 1969-1970

### Individuale
- Bill Masterton Memorial Trophy: 1

1974-1975
- NHL All-Star Game: 1

1975
- CHL All-Star First Team: 1

1969-1970